# Khost (provins)
 For alternative betydninger, se Khost. (Se også artikler, som begynder med Khost)
Khost-provinsen er en af Afghanistans 34 provinser. Den ligger i den sydøstlige del af landet. Administrationscenteret er byen Khost. Den var tidligere en del af Paktia-provinsen.
Khost ligger i Pashtunernes område, der er delt af Durand-linjen, og grænser mod øst til Waziristan, et pakistansk stammeområde.

## Distrikter
Provinen er inddelt i følgende distrikter:
- Bak
- Gurbuz
- Dschadschi Maydan
- Khost (Matun)
- Mando Zayi
- Musa Khel
- Nadir Shah Kot
- Qalandar
- Sabari
- Schamal
- Spera
- Tani
- Tere Zayi

33°24′N 69°54′Ø / 33.4°N 69.9°Ø